# Schattenpreis
Schattenpreis ist ein Begriff aus dem Bereich der Mikroökonomie und Wohlfahrtsökonomik. Es gibt zwei Interpretationen des Schattenpreises, die im Rahmen eines allgemeinen Gleichgewichtes äquivalent sind. Der Schattenpreis eines Gutes ist entweder 1. der marginale Beitrag dieses Gutes zur Nutzenfunktion eines repräsentativen Akteurs oder 2. der Preis dieses Gutes in einem vollkommenen Markt.

## Definition
Der Schattenpreis wird definiert als „der Preis, der soziale Kosten und Nutzen widerspiegelt“. Er ist das Resultat einer Totalanalyse und nicht lediglich einer Partialanalyse auf dem unmittelbar betroffenen Markt. Es handelt sich also um den Preis auf einem Markt, in dem alle Externalitäten internalisiert wurden. Im gesellschaftlichen Optimum entspricht er den sozialen Opportunitätskosten. Formal ist der Schattenpreis eines Gutes sein marginaler Beitrag zur Nutzenfunktion eines repräsentativen Agenten:
{\displaystyle p={\frac {\partial U}{\partial x}}}
wobei {\displaystyle p} der Schattenpreis, {\displaystyle U} die Nutzenfunktion und {\displaystyle x} die Menge des teilbaren Gutes. Er kann auch als Ergebnis einer Lagrange-Optimierung dargestellt werden – der Schattenpreis eines Guts entspricht dabei seinem Lagrange-Multiplikator.
Ein spezieller Fall von Schattenpreis ist die soziale Diskontrate. Hier handelt es sich um einen intertemporalen Schattenpreis. Die soziale Diskontrate wird seit Frank Ramsey üblicherweise definiert als:
{\displaystyle r=\delta +\gamma g}
wobei {\displaystyle r} (manchmal auch {\displaystyle \rho }) die Diskontrate ist, {\displaystyle \delta } die Zeitpräferenzrate, {\displaystyle g} die Wachstumsrate des Konsums und {\displaystyle \gamma } ein Gewichtungsfaktor dieser, die relative Aversion gegenüber intertemporaler Ungleichheit.

## Ermittlung
Schattenpreise können mit verschiedenen Bewertungsmethoden geschätzt werden. Dazu gehören insbesondere Methoden offenbarter Präferenzen (Reisekostenmethode, Hedonische Methode) sowie Methoden geäußerter Präferenzen (Kontingente Bewertungsmethode, Choice Experiment). Dabei werden marginale Zahlungsbereitschaften berechnet, die als Näherungen von Schattenpreisen gelten. Die Ermittlung von Schattenpreise findet besonders häufig im Kontext der umweltökonomischen Bewertung statt.